# Марк Целий Руф
Марк Целий Руф (на латински: Marcus Caelius Rufus; * 84 пр.н.е., Терамо; † 48 пр.н.е., Турии) e политик и оратор на късната Римска република.

## Биография
Произлиза от фамилията Целии и е бил ученик по реторика при Цицерон. Той е в кръга Jeunesse dorée на Републиката заедно с Публий Клодий Пулхер (има връзка със сестра му Клодия) и Катул.
През 56 пр.н.е. е даден под съд и е защитаван от Цицерон (pro Caelio). След това е политически активен: през 55 или 54 пр.н.е. е квестор, 52 пр.н.е. е народен трибун, 50 пр.н.е. едил. Обмяната на писма с Цицерон от това време е запазена.
През гражданската война е претор през 48 пр.н.е. и помага на Гай Юлий Цезар. По време на отсъствие на Цезар и против неговото желание той приготвя закон за наемите и опрощаване на дълговете. Предложението му е отхвърлено на сила. Тогава той се съюзява с Тит Аний Мило и подготвя въстание. Убиват ги при Турии или Туриум в Долна Италия.